# 戸村よしを
戸村よしを（とむらよしお、1884年7月16日 – 1971年4月18日）は、日本の看護婦。福井赤十字病院看護婦監督。第11回フローレンス・ナイチンゲール記章受章。

## 略歴
1884年7月16日 、福井県福井市清川上町5番地 (現・松本1丁目) に、士族の娘として生まれ、厳格な家庭に育った。遠州流の茶道、生け花を教え、宝生流の謡もたしなんだ。
- 1904年、家族の反対を押し切って、県立福井病院看護婦養成所に入学。翌1905年に同病院看護学課程を修了。県立福井病院の看護婦となる。
- 1907年、日本赤十字社福井市支部救護員養成所に入学。1909年、日本赤十字社病院へ派遣される。
- 1910年、日本赤十字社救護員養成所を卒業。県立福井病院救護看護婦となる。
- 1911年、日本赤十字社福井支部救護員養成所の救護取締に就任。
- 1912年、選抜されて日本赤十字社救護看護婦長候補生となる。翌年10月に卒業。
- 1913年、日本赤十字社福井市支部救護看護婦長になる。福井県第一号の助産婦免許を取得。
- 1923年、関東大震災で臨時救護班員として勤務。人命救助に尽力。
- 1925年、日本赤十字社福井支部病院が開院し、初代看護婦長に就任。
- 1937年、日本赤十字社第58班救護班員として、病院船「おれごん丸」に勤務。広島県宇品と上海との間を往復する。この病院船での奉仕活動で、後に勲八等瑞宝章を送られた。
- 1943年、福井赤十字病院の初代看護婦監督に就任。
- 1945年、福井空襲での戦災救護に尽力。
- 1948年、福井震災後の人命救助で活躍。
- 1949年、65歳で退職。
- 1950年、第11回フローレンス・ナイチンゲール記章を受章。日本政府からは黄綬褒章と勲五等瑞宝章を送られた。
- 1971年 4月18日、死去。享年87。